# André Denk

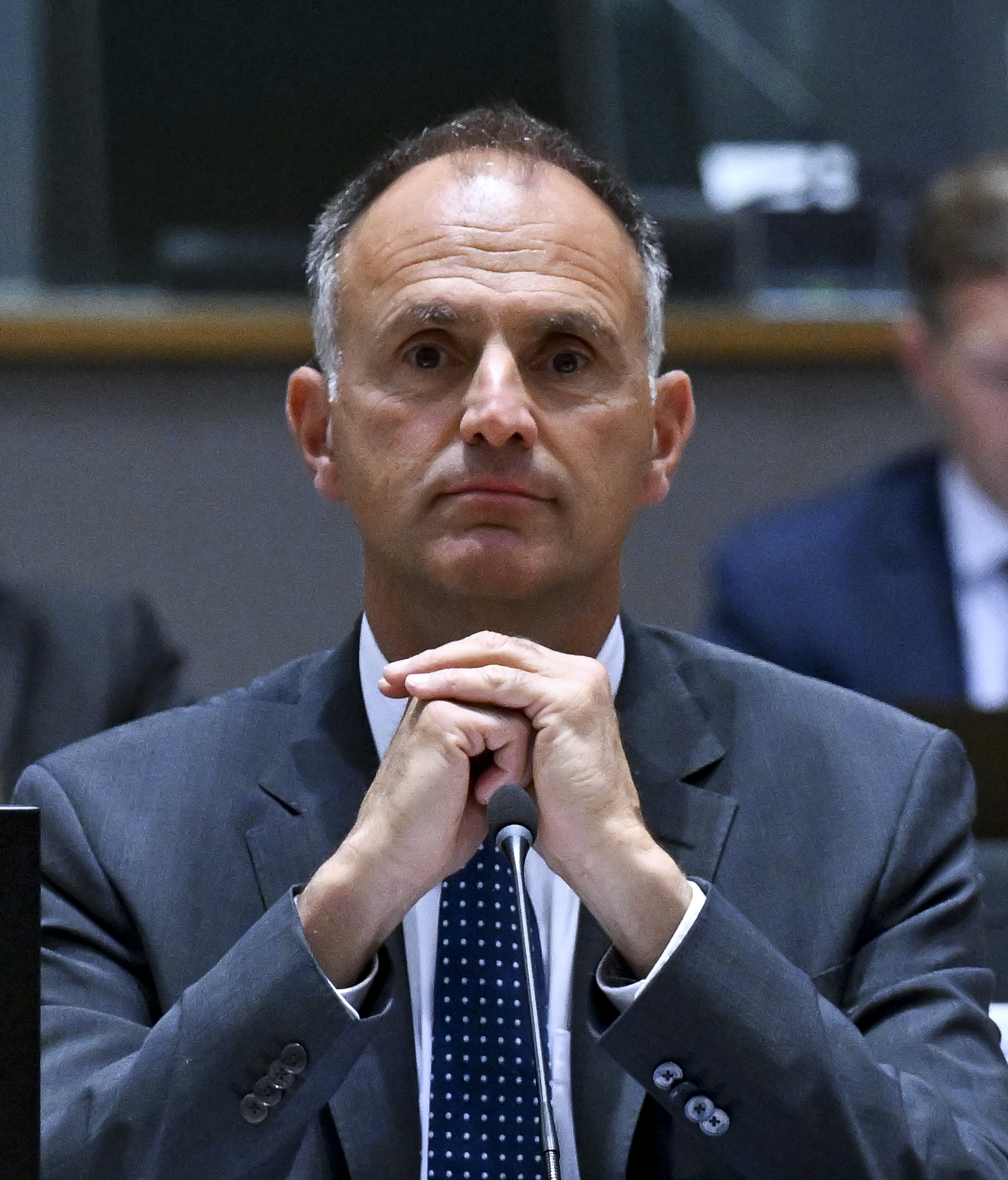
André Denk (2025)

André Erich Denk (* 20. Oktober 1967 in Rotthalmünster) ist ein Generalmajor des Heeres der Bundeswehr und ab Mai 2025 Chief Executive bei der European Defence Agency.

## Militärische Laufbahn

### Ausbildung und erste Verwendungen
Denk trat im Juli 1986 in Unna in die Bundeswehr ein und absolvierte die Ausbildung zum Offizier der Instandsetzungstruppe. Von 1988 bis 1992 studierte er Maschinenbau an der Universität der Bundeswehr in Hamburg. Es folgten von 1992 bis 1999 Truppenverwendungen, unter anderem als Kompaniechef in Bonn und Bruchsal. Von 1999 bis 2001 absolvierte Denk den 42. Generalstabslehrgang Heer an der Führungsakademie der Bundeswehr in Hamburg, wo er zum Offizier im Generalstabsdienst ausgebildet wurde, und von 2001 bis 2003 den französischen Generalstabslehrgang am Collège interarmées de Défense in Paris.

### Dienst als Stabsoffizier
Die erste Verwendung als Stabsoffizier führte Denk von 2003 bis 2004 als Dezernent I 1 (3) in die Abteilung Heeresentwicklung des Heeresamts nach Köln. Es schloss sich eine weitere Referentenverwendung als Referent FÜH III 1(Grundsatzangelegenheiten Truppenführung und Übungen Heer; Multinationale Zusammenarbeit Heer) im Führungsstab des Heeres in Bonn an. Von 2007 bis 2010 war Denk als Kommandeur des Logistikbataillons 131 in Bad Frankenhausen in Führungsverantwortung. Hierauf folgte 2010 bis 2012 eine Verwendung als Dezernatsleiter Logistik im Heeresführungskommando in Koblenz. Von 2012 bis 2014 folgte wiederum eine ministerielle Verwendung als Referent bei Staatssekretär Rüdiger Wolf im Bundesministerium der Verteidigung in Berlin. Von 2014 bis 2016 war Denk Gruppenleiter Logistik im Amt für Heeresentwicklung in Köln. Es folgte eine erneute Versetzung nach Berlin, wo Denk von 2016 bis 2018 Leiter der Protokollabteilung im Bundesministerium der Verteidigung war.

### Dienst als General
Am 10. Januar 2019 wurde Denk, als Nachfolger von Brigadegeneral Stefan Lüth, Kommandeur der Logistikschule der Bundeswehr in Osterholz-Scharmbeck. Auf diesem Dienstposten erhielt er auch die Beförderung zum Brigadegeneral. Dieses Kommando hat er am 29. Oktober 2020 an Brigadegeneral Boris Nannt übergeben.
Zum 2. November 2020 trat er seinen Dienst als Director Logistics beim EU-Militärstab in Brüssel an. Im Februar 2023 wurde er Deputy Chief Executive bei der European Defence Agency. Am 5. Mai 2025 wurde er zum Chief Executive gewählt. Die Amtszeit beginnt am 15. Mai 2025.

### Auslandseinsätze
- 07/1995 – 12/1995 United Nations Protection Force (UNPF), Kroatien
- 01/1997 – 05/1997 Stabilisation Force (SFOR), Bosnien-Herzegowina
- 07/2009 – 11/2009 International Security Assistance Force (ISAF), Afghanistan
- 07/2014 – 02/2015 European Union Training Mission (EUTM), Mali

### Auszeichnungen
- Ehrenkreuz der Bundeswehr in Gold
- Ehrenkreuz der Bundeswehr in Silber
- Einsatzmedaille der Bundeswehr UNPF
- United Nations Peace Forces Medal
- Einsatzmedaille der Bundeswehr SFOR
- NATO Medal for Service SFOR
- Einsatzmedaille der Bundeswehr in Bronze ISAF
- Non Article 5 NATO Medal ISAF
- Einsatzmedaille der Bundeswehr in Bronze EUTM Mali
- CSDP Service Medal for HQ and Forces EUTM Mali
- Médaille du Mérite Militaìre Republique du Mali
- Königlicher Nordstern-Orden Schweden

## Privates
Denk ist verheiratet und hat zwei Kinder.